# 잊혀진 계절 (드라마)
《잊혀진 계절》은 2018년 9월 21일에 방영한 《KBS 드라마 스페셜 2018》 시리즌 중 두 번째 작품이다.

## 기획 의도
각박한 삶에서 벗어나기 위해 타인의 일에 좌시하고 돈의 노예가 되어 진실을 감추려하며 하루 벌어 하루 먹고 사는 것이 힘들어 침묵하는 사람들. 우리는 이들을 ‘방관자들’이라 부른다. 매번 돌아오지만 누군가에겐 이룰 수 없는 헛된 꿈만 안기는 잔혹한 계절. 그 꿈을 이루기 위해 침묵한 순간 벌어진 방관의 끝은 어디일까?

## 등장 인물

### 주요 인물
- 김무열 : 허준기 역 - 인간말종 1이자 희대의 악역. 이 드라마의 최종 보스이자 진짜 주인공.

노량진 고시원에 눌러 사는 백수. 딱히 정해 놓은 목표 없이 행정, 경찰, 소방 등 여기저기 다 찔러보는 중이다. 루저 인생이지만 사람들의 태도에 대해 예민한 감각을 지녔다.
- 고보결 : 이은재 역

5년차 경찰공무원 시험 준비생. 처음엔 쉽게 합격할 줄 알았지만 지금까지 아홉 번의 고배를 마셨다. 1차 필기시험 일주일 전 옆방에서 여자의 비명 소리가 들렸으나, 지금 그녀에게 제일 중요한 것은 합격뿐이기에 애써 무시했다.
- 정준원 : 허윤기 역

방송사 사회부 기자. 출세욕이 강해 기자로 명성을 날리고 정계로 진출해 부와 명예를 쌓고 싶어 한다. 선정적이며 대중의 뇌리를 파고드는, 아주 잘 팔리고 특종기사가 절실한 순간에 마침 형 준기로부터 사람을 죽였다는 전화를 받는다.

### 주변 인물
- 고민시 : 최지영 역 - 인간말종 2. 이 드라마의 중간 보스.

공무원 시험 준비생. 얼굴은 예쁘장하지만 철없고 눈치도 없으며, 진상피우는 준기를 불쾌해하고 그를 무시하는 말과 행동을 서슴지 않는다.
- 재호 : 김우현 역

편의점 아르바이트생. 매일 편의점에서 허겁지겁 끼니를 때우지만 항상 밝은 얼굴을 하고 있는 은재에게 호감을 느낀다. 손에 상처가 나도 약 바를 여유도 없을 만큼 피폐한 삶을 살고 있는 그녀에게 연민을 품고 있다.
- 이지하 : 박정숙 역

고시원 주인. 새로 생겨나는 원룸텔 때문에 공실이 많이 생겨 노심초사 속앓이 중이다. 고시원에 대해 나쁜 소문이 도는 것을 극도로 꺼리고, 현상 유지에 골몰한다.

### 그 외 인물
- 이대연
- 송영재
- 재호
- 주인영
- 장태민
- 김종호
- 원종선
- 오일영
- 임용순
- 임재근
- 신선희
- 유승일
- 신난애
- 박현경
- 유연미
- 이준호
- 문용일
- 황명환
- 유경훈
- 임지현
- 박주원

### 특별출연
- 박현숙

## 시청률
- 전국 시청률 : 2.7%[1]